# Bisidmonea azorica
Bisidmonea azorica is een mosdiertjessoort uit de familie van de Entalophoridae. De wetenschappelijke naam van de soort is voor het eerst geldig gepubliceerd in 1970 door Brood.